# Melitaea mixta
Melitaea mixta är en fjärilsart som beskrevs av Evans 1912. Melitaea mixta ingår i släktet Melitaea och familjen praktfjärilar. Inga underarter finns listade i Catalogue of Life.